# Якшевичюс, Беньяминас
Беньями́нас Якшевичюс — литовский скульптор, народный художник, доброволец литовской армии, партизан, политический заключённый. Родился 31 марта 1895 года в Паневежисе. Умер 13 августа 1979 года в Каунасе.

## Биография
Беньяминас Якшевичюс родился 31 марта 1895 года в Паневежисе. Его отец — Александрас Якшевичюс был плотником, художником и скульптором. Мать — Мария Гузынова-Якшевичене предположительно была из рода Тыннхауз (Тызенхауз). Беньяминас был самым молодым среди своих братьев и сестрами. В 1907—1910 он учился в начальной школе города Паневежис. В 1915 году работал на своего старшего брата Винцентаса, который был скульптором и декоратором. В том же году был призван на воинскую службу в царскую армию. Три месяца службы он провёл во втором Сибирском батальоне в Чите и Брянске. Из-за болезни был демобилизован. До 1918 года жил в Екатеринбургской губернии, где работал на стройках. В 1918 году он вернулся в Литву и жил в провинциальном городке Швекш. После начала боев за независимость Литвы, 11 января 1919 года он добровольно присоединился к создаваемым вооружённым силам Литвы. До 8 марта 1920 года служил рядовым в Паневежском пехотном батальоне. Принимал участие в боях против большевиков. После службы вернулся в Швекшну, где жил еще несколько лет. В 1922 году переехал жить в Паневежис. Там жил и работал до 1925 года. После брака с Ельжбетой Стриогайте переселился в Каварскас - родовое поместье жены. После смерти жены, в 1932 году остался с четырьмя детьми: Иреной, Бируте, Витаутасом и Альгимантасом. Работал скульптором и декоратором, Иногда выезжая на заработки в Швекшну и Паневежис. Создавал памятники и надгробные плиты. Им созданные алтари и скульптуры украшают костёлы в Ретавасе и Тауенай, улицы и парки в Каварске, Бурбишкисе, Трошкунай, Упитэ, Рагуве, Пасвалисе. В 1945 году художник ушел в подполье и присоединился к партизанскому движению. В целях конспирации использовал партизанские имена Шалтякшнис и Дзедзюня. Был зачислен в отряд Антанаса Юзакена — Лютаса, позже Антанаса Жилиса — Жайбаса округа «Витис». В возрасте 50 лет стал самым старшим бойцом отряда. Отряд действовал в окрестностях города Укмярге, его база была в лесу Варлену. В 1947 году недалеко от Рагувы попал в плен. В 25-го декабре 1948 года Якшевичюс был осужден и приговорён к 25 лет заключения в тюрьме строгого режима. Отбывал срок в лагере в Мордовии. При возможности создавал скульптуры, портреты, даже во время наказания. В литовском музее «9 форт» в городе Каунас хранятся созданные им в лагере шахматы изображавшие лица лагерных надзирателей. В 1960 году был выпущен из лагеря без права проживания в Литве. После тайного возвращения на родину жил у родственников в Паневежисе. До старости занимался живописью и резьбой по дереву. Умер 13 августа в 1979 года в Каунасе. Похоронен на кладбище в Каварске рядом с женой, отцом и свекровью.

## Награды
В 1930 году был награждён медалью добровольца — создателя войска Литовского.
Как войн доброволец в 1932 году получил земельный участок в Аникщайском районе.

## Наследие
1929—1930 год скульптуры центрального алтаря Паневежского кафедрального собора.
1931 год скульптурная композиция во дворе костёла в Трошкунай.
1937 год скульптура «Ангел» на могиле Ирены Бжеските, кладбище Трошкунай.
1941 год памятник первому погибшему участнику июньского восстания Клеменсу Пелджюсу кладбище Трошкунай.
1943 год скульптура «король Христос» в честь десятой годовщины Бурбишского прихода прихода. Скульптура перенесена на Бурбишкю кладбище.